# Эткин, Ружа
Ружа Эткин (пол. Róża Etkin; предположительно 1908, Варшава — 16 января 1945, Варшава) — польская пианистка.

## Биография
Родилась в еврейской семье, с самого раннего возраста занималась музыкой, в 10-летнем возрасте была принята в Варшавскую консерваторию в класс Александра Михаловского. В 1920 г. впервые выступила публично в концерте студентов консерватории, в 1924 г. дебютировала с Варшавским филармоническим оркестром под управлением Гжегожа Фительберга, исполнив Третий концерт Сергея Рахманинова. В 1927 г. стала самой юной участницей первого Международного конкурса пианистов имени Шопена и была удостоена третьей премии.
После участия в шопеновском конкурсе Ружа Эткин отправилась для совершенствования своего мастерства в берлинскую Консерваторию Клиндворта-Шарвенки, где её наставником был Мориц Майер-Мар. Первое концертное выступление Эткин в Берлине вызвало одобрительный отзыв Хуго фон Лайхтентритта. В Берлине же она вышла замуж за архитектора Рышарда Мошковского, племянника Морица Мошковского. По возвращении в Польшу продолжила успешную исполнительскую карьеру.
Во время гитлеровской оккупации Польши Эткин вместе с мужем пряталась в Варшаве, однако в январе 1945 года их убежище было обнаружено, а все его обитатели расстреляны.